# Giovanni Soglia Ceroni
Giovanni Soglia Ceroni (né le 10 octobre 1779 à Casola Valsenio en Émilie-Romagne, et mort le 12 août 1856 à Osimo) est un cardinal italien du XIXe siècle. 

## Biographie
Soglia est élu archevêque titulaire d'Éphèse (de) en 1826 et patriarche latin de Constantinople titulaire en 1835. 
Le pape Grégoire XVI le crée cardinal in pectore lors du consistoire du 12 février 1838. Sa création est publiée le 18 février 1839. Soglia est élu évêque d'Osimo et Cingoli en 1839. Il participe au conclave de 1846, lors duquel Pie IX est élu pape. De juin à novembre 1848, Soglia est cardinal secrétaire d'État.